# 장사역
장사역(Jangsa station, 長沙驛)은 경상북도 영덕군 남정면  위치한 동해선의 철도역이다.

## 연혁
- 2017년 6월 29일 : 철도거리표 고시[1]
- 2018년 1월 26일 : 무배치간이역으로 영업 개시
- 2023년 12월 18일 : 여객 취급 중지
- 2025년 1월 1일 : 여객 취급 재개
- 2025년 12월 : KTX-이음 운행 개시 (예정)

## 승강장
1면 2선의 승강장으로 구성이 되어 있으며, 무배치간이역으로 역건물이 따로 없으며 역무원이 상주하지 않는다.
| ↑ 월포  |
| １２ \| |
| 강구 ↓  |

| 1·2 | 동해선 | 월포 · 포항 방면 |
| 1·2 | 동해선 | 강구 · 영덕 방면 |

## 인접한 역
| 동해선           | 동해선        | 동해선         |
| ---------------- | ------------- | -------------- |
| 월포 동대구 방면 | 누리로 동해선 | 강구 강릉 방면 |

## 사진

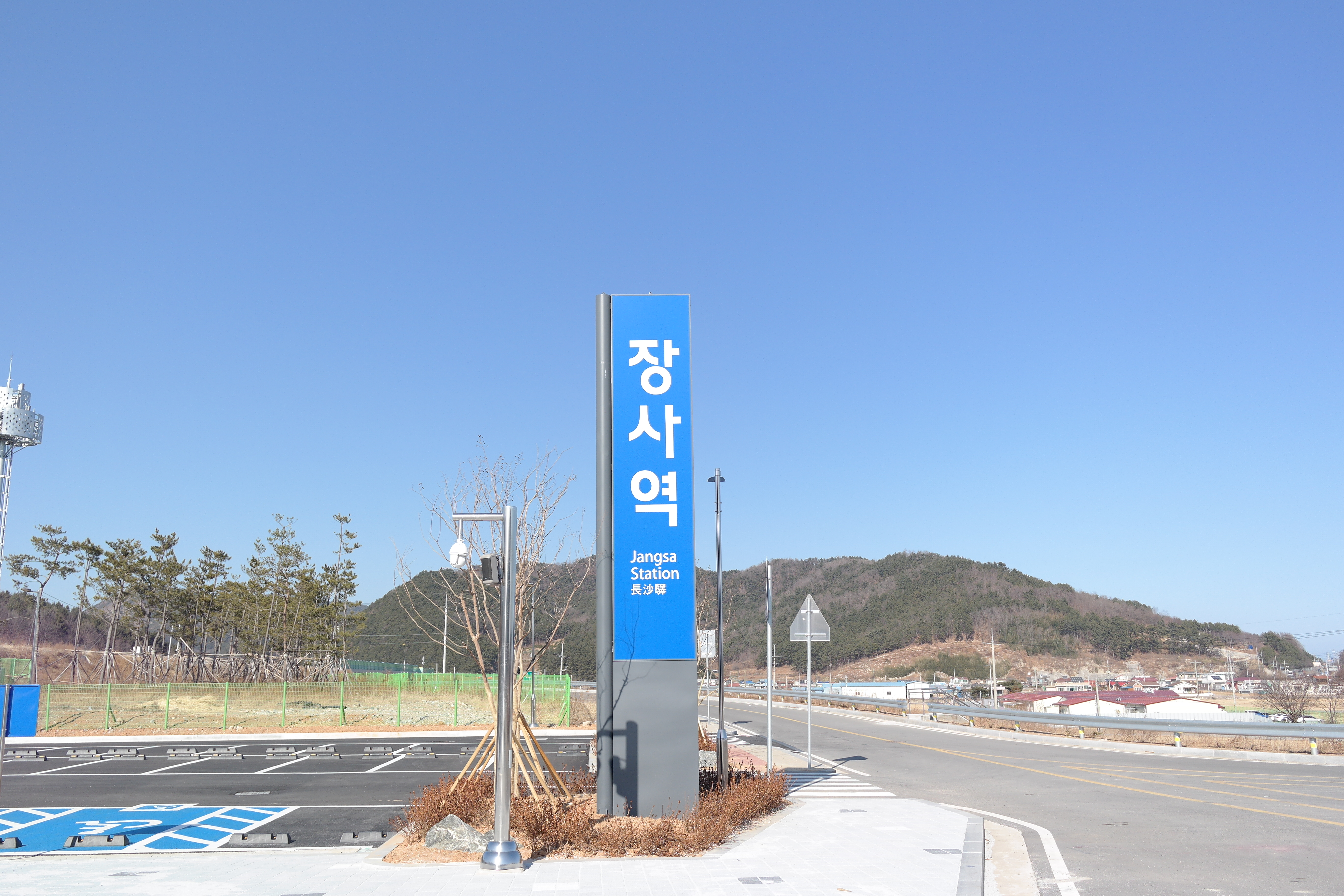
장사역 폴싸인
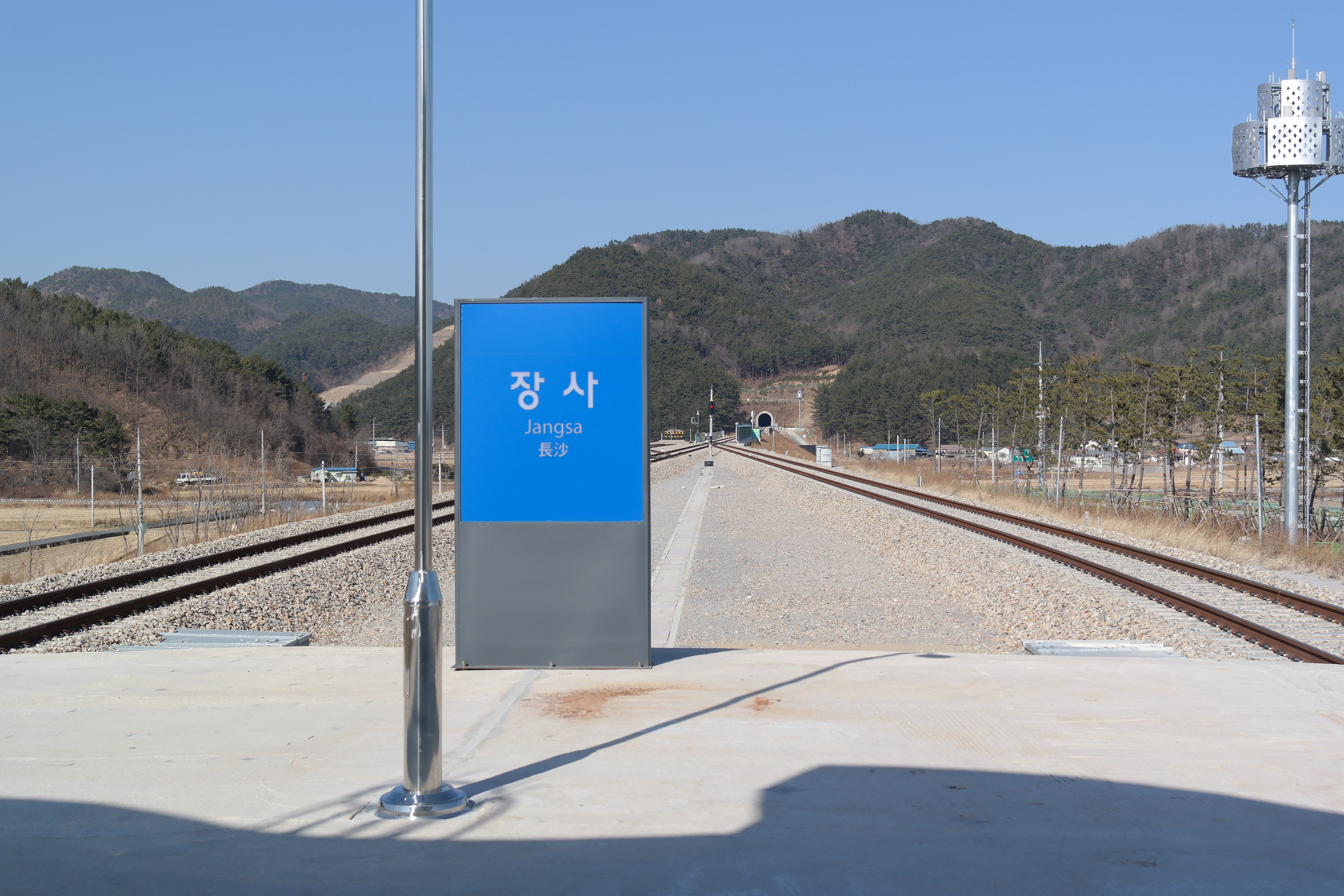
장사역 플랫폼 폴싸인